# 胀肢纺锤溪蟹
胀肢纺锤溪蟹（学名：Acartiapotamon inflatum）为溪蟹科纺锤溪蟹属的动物。在中国大陆，分布于贵州、湖北等地，多栖息于山涧溪流石块下。其生存的海拔范围为500至1350米。